# Jarabina
Jarabina (rusínsky Orjabina, maďarsky Jarembina nebo Berkenyéd, poľsky Jarzembina, nemecky Girm)  je obec na Slovensku v okrese Stará Ľubovňa v Prešovském kraji.
Obec se nachází 5 km od města Stará Ľubovňa. Žije zde 925 obyvatel. Většina obyvatel se hlásí k rusínské národnosti.
První písemná zmínka o obci pochází z roku 1329. V obci je řeckokatolický Chrám Narození Přesvaté Bohorodičky (1803–1809) a pravoslavný Chrám Zesnutí přesvaté Bohorodice.

## Osobnosti
- Michael Strank, americký voják, příslušník Námořní pěchoty zachycen na fotografii vztyčování vlajky na ostrově Iwodžima, se narodil v Jarabině v roce 1919
- Michal Barnovský, slovenský historik